# هانس لامرس
هانس لامرس (به آلمانی: Hans Lammers) (زاده ۲۷ می ۱۸۷۹ _ مرگ ۴ ژانویه ۱۹۶۲ ) یک حقوقدان آلمانی و وزیر صدراعظم رایش سوم از ۱۹۳۳ تا ۳۰ آوریل ۱۹۴۵ بود.